# Guillaume Konsbruck
Guillaume Konsbruck (Hostert, 3 de setembre de 1909 - Ciutat de Luxemburg, 3 d'octubre de 1983) va ser un gerent de l'empresa siderúrgica Arbed i polític luxemburguès.
Konsbruck era ajudant de camp de la Gran Duquessa Carlota i va ser durant el Govern d'Alliberament nomenat al febrer de 1945 Ministre d'Aprovisionament i Economia, uns mesos més tard també va rebre les carteres d'Agricultura, Comerç, Treball.
El novembre de 1945, després de les eleccions a la  Cambra de Diputats, va ser nomenat nou Ministre de Suministre i Ministre d'Afers econòmics, aquesta vegada al Govern de la Unió Nacional.

## Honors
- Comandant de l'Orde de la Corona de Roure el 1951.[3]